# Merí
Merí es un lugar español situado en la parroquia de Armariz, del municipio de Junquera de Ambía, en la provincia de Orense, Galicia.

## Demografía
| Gráfica de evolución demográfica de Merí entre 2000 y 2019 |
|                                                            |
| Datos según el nomenclátor publicado por el INE.           |